# سوگریوا
سوگریوا (سوگریوه)، پادشاه بوزینگان در حماسه ی هندی رامایانا است. زمانی که سیتا ربوده می شود، راما با کمک ارتشی که سوگریوا در اختیارش می گذارد به جنگ هی رانیا کشیپو رفته و سیتا را باز پس می گیرد. هانومان، پسر باد، سردار سپاه سوگریوا است. نام این پادشاه، در سانسکریت از सु su به معنی "خوب" و ग्रीव grīva گریوا به معنی گریوبان یا گردن است که در کل به معنی خوب گردن یا خوب‌گریبان است.